# Барограф

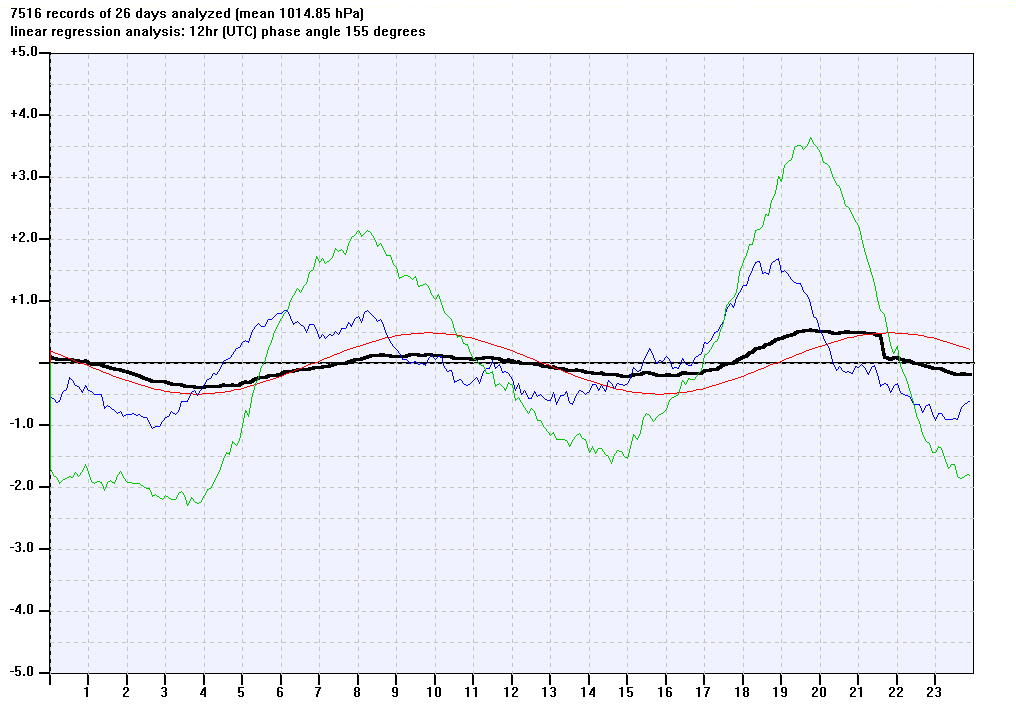
Барограма атмосферного тиску.

Баро́граф (грец. βαρος — вага, γραφω — пишу) — прилад для безперервного запису зміни атмосферного тиску. Складається з приймальної частини, передавального механізму, з'єднаного з пером, та барабана з стрічкою, який обертається за допомогою годинникового механізму. Розрізняють залежно від принципу дії Б. анероїдні та ртутні.